# Kees Cath
Kornelis Jacob (Kees) Cath (Leeuwarden, 12 september 1921 - Den Haag, 24 maart 2012), ook wel bekend als K.J. Cath, was een Nederlands ondernemer en onderwijsbestuurder, die van 1972 tot 1988 de eerste voorzitter van het college van bestuur van de Universiteit Leiden was.
Cath, zoon van een KNO- en oogarts, volgde de lagere school en het gymnasium in Leeuwarden en ging vervolgens rechten studeren aan de Universiteit Leiden. Hij woonde op het Rapenburg, nummer 56, in dezelfde kamer waar eerder Erik Hazelhoff Roelfzema had gewoond. Hij werd tevens lid van het Leidsch Studenten Corps, waarvan hij in 1945 en 1946 bestuurslid was; eerst als ab-actis (secretaris) en later als praeses (voorzitter). Ook was hij na de oorlog lid van de zuiveringscommissie voor studenten onder voorzitterschap van Jan Drion, die moest beoordelen welke studenten zich oneerbaar hadden gedragen tijdens de Duitse bezetting. Na zijn afstuderen werd hij werkzaam in de advocatuur en later in het bedrijfsleven, als onderhandelaar voor de Borsumij en als president-directeur van Van Gelder Papier.
Met de inwerkingtreding van de Wet Universitaire Bestuurshervorming van 1970 werd de bestuursstructuur van de Nederlandse universiteiten grondig herzien: in plaats van de duplex ordo van hoogleraren (verenigd in de Academische Senaat) en het college van curatoren kwam er nu een college van bestuur aan het hoofd van de universiteit, waar de rector magnificus ook deel van uitmaakte. Cath werd teruggehaald naar Leiden om de eerste voorzitter te worden van dit nieuwe college van bestuur, waar ook Dolf Cohen (rector magnificus), Roel in 't Veld, Don Kuenen en Herman Maas deel van uitmaakten. Cath stond een harmonieus bestuur van de universiteit voor, waarin hij probeerde om het college van bestuur zoveel mogelijk met één mond te laten spreken, maar botste daardoor wel vaak met de meer "politieke" universiteitsraad waarin veel uitgesproken meningen voorkwamen. Hij was ook nauw betrokken bij de aanleg van nieuwe universiteitsgebouwen, waaronder de nieuwe Universiteitsbibliotheek aan de Witte Singel.
Cath nam in 1988 afscheid als voorzitter van het Leidse college van bestuur. Bij die gelegenheid stelde de universiteit de Mr. K.J. Cathprijs in, die elke twee jaar wordt uitgereikt voor bijzondere onderwijs- of onderzoeksprestaties door personen of groepen die verbonden zijn aan de universiteit. Cath overleed in 2012 op 90-jarige leeftijd.